# Condado de Worth (Iowa)
O Condado de Worth é um dos 99 condados do estado norte-americano de Iowa. A sede do condado é Northwood, que é também a sua maior cidade. O condado tem uma área de 1040 km² (dos quais 4 km² estão cobertos por água), uma população de 7909 habitantes, e uma densidade populacional de 8 hab/km² (segundo o censo nacional de 2000). O condado foi fundado em 1851 e recebeu o seu nome em homenagem a William J. Worth (1794–1849), general do Exército dos Estados Unidos durante a Guerra Mexicano-Americana.